# 6.5×54mm Mannlicher–Schönauer
El 6.5×54mm Mannlicher–Schönauer también llamado el 6.5×54 Mannlicher–Schönauer griego o sencillamente 6.5 griego es un cartucho calibre 6.5  mm (.264".) recamarado en la carabina Mannlicher Schönauer. Este cartucho es descendiente directo del 6.5×53mmR diseñado para funcionar en la cacerina rotativa Schönauer, para el rifle Mannlicher 1891. Este cartucho fue introducido al mercado en el año 1900, junto con la carabina Mannlicher Schönauer .

## Uso deportivo

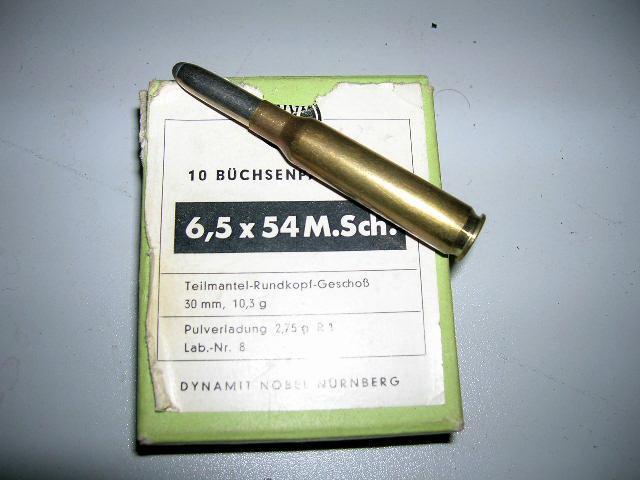

Walter Dalrymple Maitland "Karamojo" Bell, cazó más de 1500 elefantes entre 1895 y 1930, de los cuales 300 fueron abatidos con la pequeña carabina Mannlicher Schonauer, y el 6.5x54.  Daniel Fraser de Edimburgo, se hizo armar un rifle muy ligero calibre 65x54mm, que solo lo dejó de lado cuando se le hizo muy difícil encontrar la munición, por lo que optó por usar un rifle de cerrojo calibre .275 Rigby. Si bien el legendario de Bell ha quedado estrechamente relacionado con el 7mm Mauser, el 6.5 x 54 mm era preferido.
El escritor Ernest Hemingway se refería al 6.5 x 54 mm como el .256 Mannlicher, y aunque nunca lo reemplazó por su favorito .30-06 Springfield,  le tuvo mucha consideración para cazar leones, además de ser el favorito de su guía y cazador profesional Phillip Percival. Igualmente A. Blaney Percival, también favoreció el 6.5×54mm.
En parte, la reputación del 6.5×54mm  se debe a la alta densidad seccional que tiene el proyectil de 160 granos, que le confiere una alta capacidad de penetración. Requiere un ratio de giro rápido, de aproximadamente 1 en 9 pulgadas para estabilizar el proyectil..